# Аскеров, Шахлар Гачай оглы
Аскеров Шахлар Гачай оглы (азб. Əsgərov Şahlar Qaçay oğlu; род. 15 июня 1941, Кельбаджарский район) — азербайджанский физик. Профессор, общественно-политический деятель, председатель Общественного совета при Министерстве образования Азербайджана. Заслуженный деятель науки Азербайджана (2001).

## Биография
Шахлар Гачай оглы родился 15 июня 1941 года в с. Халланлы Кельбаджарского района Азербайджанской ССР. Здесь же получил среднее образование. В 1963 году окончил физический факультет Азербайджанского государственного университета. В период 1964 – 1967 выполнил диссертационную работу в НИИ постоянного тока в г. Ленинград под руководством профессора Л.А. Сена. В 1970 году защитил кандидатскую диссертацию, в 1992 году докторскую диссертацию. Доктор физико-математических наук.
В 1991 году организовал и руководил НИЛ  «Аморфные слои».
В период с 1994 по 1995 год – проректор БГУ.
Являлся депутатом Национального собрания Азербайджана I, II созывов (12 ноября 1995 — 2005). С 2000 по 2005 год являлся председателем постоянного комитета парламента Азербайджана по науке и образованию.
Является членом ряда международных академий (RAE, ASPN, СН и ряда других).

## Научная деятельность
Под руководством Л.А. Сена Аскеров проводил исследования в области физической электроники. Полученные в этом направлении научные результаты известны специалистам уже 40 лет, так как регулярно применяются при решении крупных научно-технических проектов (ионные двигатели и термоядерные реакторы). В частности, НАСА (Национальное управление по аэронавтике и исследованию космического пространства) и AIAA (Американский институт аэронавтики и астронавтики) используют эту работу при разработке ионных двигателей для космических аппаратов.
В области микроэлектроники изучил процессы, происходящие в контакте металл-полупроводник. Выявил микроструктуры металла на свойства контакта металл – полупроводник. Установил, что основные параметры (высота барьера, напряжение пробоя) диодов Шоттки зависит от размера контактной площади. Для объяснения полученных результатов предложил неоднородную модель, согласно которой контакт представляется как параллельное соединение многочисленных элементарных контактов. Предложил геометрическую модель пробоя диодов Шоттки. Изучил влияние микроструктуры контакта на омические поведения контакта. Для увеличения качества диодов Шоттки предложил использовать аморфные металлы.
В 1974 году во время годичной стажировки в Датском техническом университете применил результаты, полученные в области катодной пыли, к контакту металл-полупроводник и предложил неоднородную модель контакта. Его результаты в этих областях отражены в многочисленных научных статьях и изобретениях, а также монографиях и аннотациях.
В последнее время третьим направлением исследований Ш. Аскерова является философия образования, а точнее социальная философия и педагогика.
Основал  в Азербайджане научную школу исследования контакта металл-полупроводник (МПК), связанную с физической электроникой и микроэлектроникой.

## Педагогическая деятельность
Являлся преподавателем, доцентом, заместителем декана, проректором по международным связям Бакинского государственного университета. В настоящее время является профессором БГУ и научным руководителем исследовательской лаборатории «Аморфные слои», которую он основал в 1990 году.
Является автором более 200 научных, более 700 публицистических статей, 11 книг и 3 монографий. Имеет изобретения и патенты в области нумизматики, криминологии и прикладного искусства.
Под его руководством было защищено до 20 диссертаций и более 100 дипломных работ.
Опубликовал более 200 работ в области точных, более 60 в области общественных наук.
Количество патентов — 4.
Под руководством Ш.Г. Аскерова защитили диссертации 16 аспирантов и докторов наук.

## Награды
- Орден «Слава» (11 февраля 1999)[1]
- Заслуженный деятель науки Азербайджана (14 июня 2001)[2]
- Персональная пенсия Президента Азербайджанской Республики (20 сентября 2011)[3]

## Участие на международных семинарах, симпозиумах и конференциях
1971 Oxford, England; X Conference on Phenomena in Ionized Gases
1971 Kharkov, Ukraine; All-Union Conference "Interaction of atomic particles with solids”
1972 Moscow, Russia; All-Union Conference “Interaction of atomic particles with solids”
1977 Moscow, Russia; IV International Conference on Atomic collisions in solids stability and reliability of microdevices”
1981 Ryazan, Russia; All-Union Conference “Methods for increasing of particles with solids”
1981 Minsk, Byelorussia; All-Union Conference "Interaction of atomic semiconductors”
1982 Baku, Azerbaijan; XII All-Union Conference “Physics of
1982 Kishinev, Moldova; All-Union Conference “Physical bases of reliability of semiconductor devices”
1984 Kiev, Ukraine; VII All-Union Conference “Physics of semiconductor surface”
1984 Ryazan, Russia; All-Union Conference “Methods for increasing of stability and reliability of microdevices”
1986 Kishinev, Moldova; All-Union Conference “Physical bases of reliability of semiconductor devices”
1986 Kaunas, Lithuania; All-Union Conference "Surface diagnostics”
1995 Iran, Tehran; International Conference on Solar Energy
2004 Torun, Poland; Adult Education in United Europe-Abundance, Diversity, Experience
2004 Netherlands; Conference on the right to education and rights in education Critical Look at New Perspectives and Demands”
2005 Budapest, Hungary; 2nd Education and Open Society Conference “A Critical Look at New Perspectives and Demands,
2007 Baku, International Conference “Application of Information –Communication technologies in Science and Education”
2008 Баку, Пятая Международная Научно-техническая Конференция, Национальная Академия Авиации konfrans, Milli Aviasiya

## Избранная библиография
1. Аскеров Ш.Г., Сена Л.А., Исследование катодного распыления некоторых металлов медленными ионами, Физика твердого тела, т.11, 1951, 1968
2. Аскеров Ш.Г., Связь между параметрами, характеризующими термоэлектронную эмиссию, Радиотехника и Электроника, т.31, № 11, с. 2296-2299, 1986
3. Аскеров Ш.Г., Джафарова Р.Г., Гасанов М.Г., Свойства диодов Шоттки, изготовленных аморфных сплавов, Микроэлектроника, №5,стр.20, 1996
4. Аскеров Ш.Г., Оценка знаний: поиск рационального варианта. Народное образование. №1, с.141-144, Москва, 2004
5. Аскеров Ш.Г., Философские основы оценки знаний, Актуальные проблемы психологического знания, №3 (16), стр.47-51, 2010
6. Аскеров Ш.Г., Взаимосвязь между принимаемым решением и знанием, Международный журнал прикладных и фундаментальных исследований, №5, стр.200-202, 2010.
7. Аскеров Ш.Г. Философский взгляд на переходный период. 1998 г.
8. Аскеров Ш.Г. Философский взгляд на проблему национального единства. 2001 г.
9. Аскеров Ш.Г. .Наше образование вчера, сегодня и завтра
10. Аскеров Ш.Г. Стиль мышления. 2008